# 32 Pomona
32 Pomona è un asteroide della fascia principale.
Pomona fu scoperto da Hermann Mayer Salomon Goldschmidt il 26 ottobre 1854 all'Osservatorio di Parigi, Francia. Urbain Le Verrier, direttore dell'osservatorio, lo battezzò così in onore di Pomona, la dea romana protettrice degli alberi da frutto e dei giardini.